# Кибаки
Кибаки́ — село у Вижницькій міській громаді Вижницького району Чернівецької області України.

## Історія
З 1991 року Кибаки в складі незалежної України.
16 вересня 2016 року шляхом об'єднання сільських рада, село увійшло до складу Вижницької міської громади, до цього органом місцевого самоврядування була Міліївська сільська рада.

## Населення
Згідно з переписом УРСР 1989 року чисельність наявного населення села становила 622 особи, з яких 288 чоловіків та 334 жінки.
За переписом населення України 2001 року в селі мешкало ▼600 осіб.
У 2022 році чисельність населення становила ▲604 особи.

### Мова
Розподіл населення за рідною мовою за даними перепису 2001 року:
| Мова       | Відсоток |
| ---------- | -------- |
| українська | 99,50 %  |
| російська  | 0,33 %   |